# ボビー・パーネル
ロバート・アレン・パーネル（Robert Allen Parnell , 1984年9月8日 - ）は、アメリカ合衆国・ノースカロライナ州ローワン郡ソールズベリー出身の元プロ野球選手（投手）。右投右打。

## 経歴

### プロ入りとメッツ時代

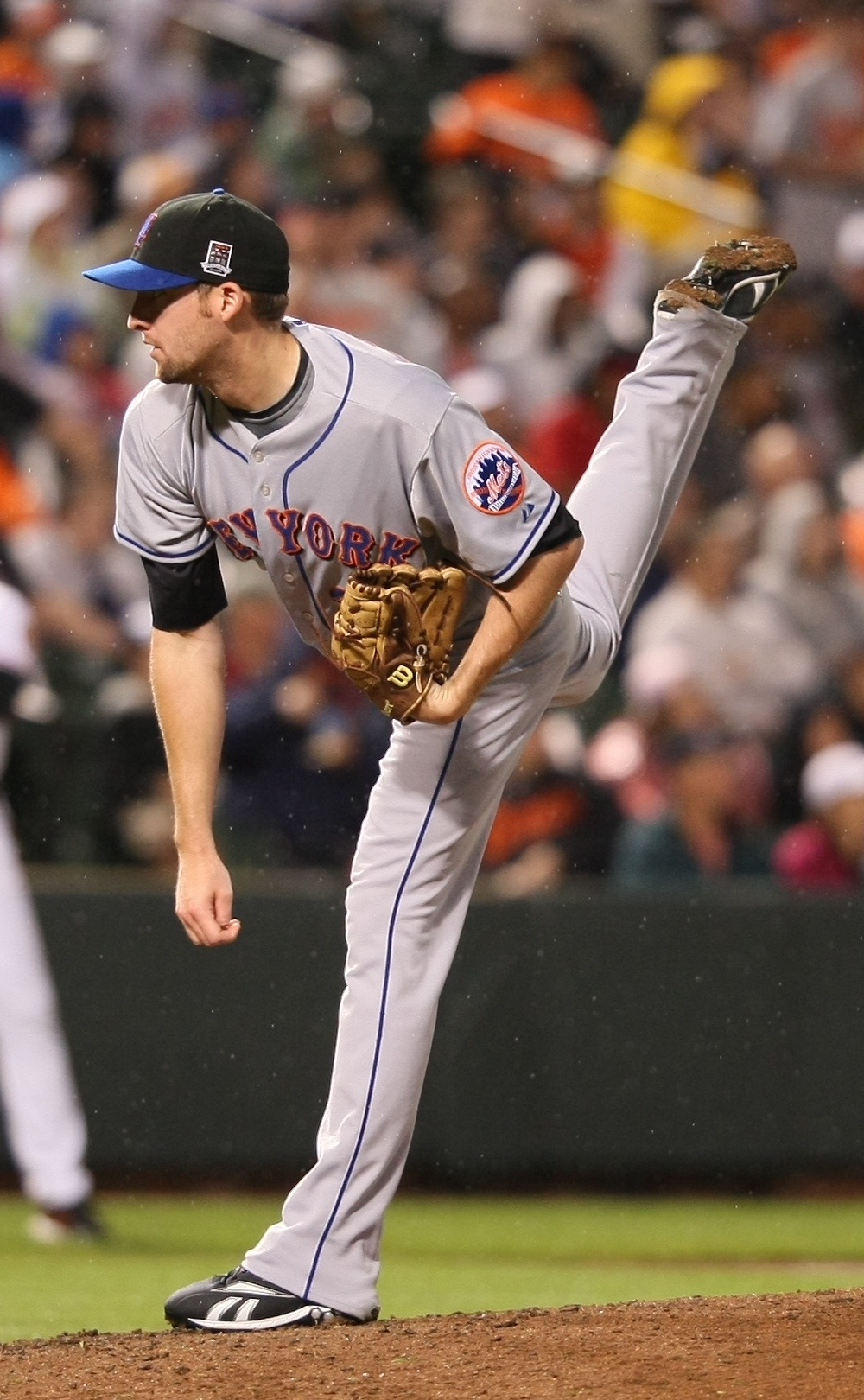
2009年6月17日

2005年のMLBドラフト9巡目（全体269位）でニューヨーク・メッツから指名され、6月11日に契約。この年は傘下のA-級ブルックリン・サイクロンズでプロデビュー。15試合（先発14試合）に登板して2勝3敗・防御率1.73・67奪三振の成績を残した。
2006年はまずA級ヘイガーズタウン・サンズでプレーし、18試合に先発登板して5勝10敗・防御率4.04・84奪三振の成績を残した。8月にA+級セントルーシー・メッツへ昇格。3試合に先発登板して0勝1敗・防御率9.26・13奪三振の成績を残した。
2007年はまずA+級セントルーシーでプレーし、12試合に先発登板して3勝3敗・防御率3.25・62奪三振の成績を残した。6月にAA級ビンガムトン・メッツへ昇格。AA級ビンガムトンでは17試合に先発登板して5勝5敗・防御率4.77・74奪三振の成績を残した。
2008年はAA級ビンガムトンで開幕を迎え、24試合に先発登板。10勝6敗・防御率4.30・91奪三振の成績で、8月にAAA級ニューオーリンズ・ゼファーズへ昇格。AAA級ニューオーリンズでは5試合（先発4試合）に登板して2勝2敗・防御率6.64・23奪三振の成績を残した。9月1日にメッツとメジャー契約を結び、9月15日のワシントン・ナショナルズ戦でメジャーデビュー。5点ビハインドの8回裏から登板し、1回を無安打無失点に抑えた。この年メジャーではリリーフとして6試合に登板して防御率5.40・3奪三振の成績を残した。
2009年3月1日にメッツと1年契約に合意し、自身初の開幕ロースター入りを果たした。開幕後はリリーフとして定着。8月にジョン・ニースが故障で離脱したため、先発に転向した。転向後は8試合に登板したが、1勝5敗・防御率7.93と振るわず、9月にジョン・メインが故障から復帰したこともあり、リリーフに復帰した。この年は68試合（先発8試合）に登板して4勝8敗1セーブ・防御率5.36・74奪三振の成績を残した。
2010年3月10日にメッツと1年契約に合意。開幕前の4月3日にAAA級バッファロー・バイソンズへ配属され、そのまま開幕を迎えた。AAA級バッファローでは24試合に登板し、1勝1敗4セーブ・防御率4.14・42奪三振の成績を残した。6月20日にメジャーへ昇格。8月18日のヒューストン・アストロズ戦では102.5mph（約165.0km/h）を計測。この時点ではMLBのシーズン最速だったが、2週間後にアロルディス・チャップマンが102.7mph（約165.3km/h）を計測し、最終的には2位となった。9月21日に右肘の故障で離脱し、そのままシーズンを終えた。この年は41試合に登板して0勝1敗・防御率2.83・33奪三振の成績を残した。
2011年3月3日にメッツと1年契約に合意。開幕後は8試合に登板していたが、4月20日に右手中指の故障で15日間の故障者リスト入りした。5月30日に復帰。6月29日のデトロイト・タイガース戦では、コメリカ・パークの場内スピードガンでの非公認記録ではあるが、103mph（約165.8km/h）を計測した。この年は60試合に登板して4勝6敗6セーブ・防御率3.64・64奪三振の成績を残した。
2012年3月4日にメッツと1年契約に合意。この年は自己最多の74試合に登板して5勝4敗7セーブ・防御率2.49・61奪三振の成績を残した。
2013年1月17日にメッツと170万ドルの1年契約に合意。開幕前からクローザーのフランク・フランシスコが怪我で離脱したため、クローザーとして開幕を迎えた。開幕後は49試合に登板して5勝5敗22セーブ・防御率2.16・44奪三振の成績を残していたが、8月6日に首の故障で15日間の故障者リスト入りした。9月14日に60日間の故障者リストへ異動し、残りの試合を欠場した。
2014年1月17日にメッツと370万ドルの1年契約に合意。開幕ロースター入りしたが、4月2日に右肘の故障で15日間の故障者リスト入りし、4月8日にトミー・ジョン手術を行った。5月14日に60日間の故障者リストへ異動し、そのままシーズンを終えた。この年は故障で1試合の登板にとどまった。
2015年1月7日にメッツと370万ドルの1年契約に合意した。レギュラーシーズンでは30試合でマウンドに登ったが、2勝4敗・防御率6.38と調子が上がらずにシーズンを終えた。同年11月2日にFAとなった。

### タイガース時代
2016年2月19日にタイガースとマイナー契約を結び、同年のスプリングトレーニングに招待選手として参加した。3月28日にFAとなったが、30日にマイナー契約で再契約した。6月1日にワーウィック・サーポルトの15日間の故障者リスト入りに伴ってメジャー契約を結び、アクティブ・ロースター入りした。8月18日にDFA、21日に自由契約となった。

### ロイヤルズ傘下時代
2016年12月12日にカンザスシティ・ロイヤルズとマイナー契約を結んだと報じられ、2017年1月7日に正式契約し、同年のスプリングトレーニングに招待選手として参加することになった。
開幕後は傘下のAAA級オマハ・ストームチェイサーズでプレーしていたが、5月31日に自由契約となった。

### ホワイトソックス傘下時代
2017年6月6日にシカゴ・ホワイトソックスとマイナー契約を結び、傘下のAAA級シャーロット・ナイツへ配属された。

## 投球スタイル
かつては94～100mph超のフォーシーム、ツーシームと85～91mphのスライダーを主体とした投球だったが、2012年からは79～87mphのカーブ中心の投球に切り替えた。これによって同年のゴロ率（GB%）は、キャリアハイの61.5%を記録している。さらに翌2013年からは通常のカーブではなく、ナックルカーブを投げるようになり、2016年時点は速球とナックルカーブのみのスタイルとなった。

## 詳細情報

### 年度別投手成績
| 年 度    | 球 団    | 登 板 | 先 発 | 完 投 | 完 封 | 無 四 球 | 勝 利 | 敗 戦 | セ 丨 ブ | ホ 丨 ル ド | 勝 率 | 打 者 | 投 球 回 | 被 安 打 | 被 本 塁 打 | 与 四 球 | 敬 遠 | 与 死 球 | 奪 三 振 | 暴 投 | ボ 丨 ク | 失 点 | 自 責 点 | 防 御 率 | W H I P |
| -------- | -------- | ----- | ----- | ----- | ----- | -------- | ----- | ----- | -------- | ----------- | ----- | ----- | -------- | -------- | ----------- | -------- | ----- | -------- | -------- | ----- | -------- | ----- | -------- | -------- | ------- |
| 2008     | NYM      | 6     | 0     | 0     | 0     | 0        | 0     | 0     | 0        | 0           | ----  | 19    | 5.0      | 3        | 0           | 2        | 0     | 0        | 3        | 1     | 0        | 3     | 3        | 5.40     | 1.00    |
| 2009     | NYM      | 68    | 8     | 0     | 0     | 0        | 4     | 8     | 1        | 16          | .333  | 413   | 88.1     | 101      | 8           | 46       | 2     | 4        | 74       | 6     | 1        | 56    | 52       | 5.30     | 1.66    |
| 2010     | NYM      | 41    | 0     | 0     | 0     | 0        | 0     | 1     | 0        | 9           | .000  | 149   | 35.0     | 41       | 1           | 8        | 2     | 0        | 33       | 0     | 0        | 13    | 11       | 2.83     | 1.40    |
| 2011     | NYM      | 60    | 0     | 0     | 0     | 0        | 4     | 6     | 6        | 11          | .400  | 268   | 59.1     | 60       | 4           | 27       | 4     | 2        | 64       | 8     | 1        | 29    | 24       | 3.64     | 1.47    |
| 2012     | NYM      | 74    | 0     | 0     | 0     | 0        | 5     | 4     | 7        | 18          | .556  | 288   | 68.2     | 65       | 4           | 20       | 2     | 1        | 61       | 1     | 0        | 24    | 19       | 2.49     | 1.24    |
| 2013     | NYM      | 49    | 0     | 0     | 0     | 0        | 5     | 5     | 22       | 0           | .500  | 198   | 50.0     | 38       | 1           | 12       | 3     | 1        | 44       | 1     | 0        | 17    | 12       | 2.16     | 1.00    |
| 2014     | NYM      | 1     | 0     | 0     | 0     | 0        | 0     | 0     | 0        | 0           | ----  | 6     | 1.0      | 2        | 0           | 1        | 0     | 0        | 1        | 0     | 0        | 1     | 1        | 9.00     | 3.00    |
| 2015     | NYM      | 30    | 0     | 0     | 0     | 0        | 2     | 4     | 1        | 5           | .333  | 112   | 24.0     | 30       | 0           | 17       | 1     | 0        | 13       | 4     | 0        | 20    | 17       | 6.38     | 1.96    |
| 2016     | DET      | 6     | 0     | 0     | 0     | 0        | 0     | 0     | 0        | 0           | ----  | 27    | 5.1      | 7        | 1           | 5        | 1     | 0        | 4        | 2     | 0        | 4     | 4        | 6.75     | 2.25    |
| MLB：9年 | MLB：9年 | 335   | 8     | 0     | 0     | 0        | 20    | 28    | 37       | 59          | .417  | 1480  | 336.2    | 347      | 19          | 138      | 15    | 8        | 297      | 23    | 2        | 167   | 143      | 3.82     | 1.44    |

### 背番号
- 39（2008年 - 2015年）
- 36（2016年）